# Kim Stanley Robinson
Kim Stanley Robinson (n. 23 martie 1952, Waukegan⁠(d), Illinois, SUA) este un scriitor american de science fiction, cunoscut mai ales pentru Trilogia Marte. Lucrările sale tratează constant subiecte ecologice și sociologice. Multe dintre romanele sale par să rezulte direct din fascinația sa pentru știință, fiind vizibilă experiența sa de cercetător timp de 15 ani și pasiunea sa de o viață pentru planeta Marte.
Lucrările lui Robinson au fost catalogate de critici drept știință romanțată.
Robinson a fost îndrumător la atelierul de creație Clarion Workshop în 2009. În 2010, Robinson a fost oaspete de onoare la ediția World Science Fiction Convention cu numărul 68 care s-a ținut în Melbourne, Australia.  În aprilie 2011, Robinson a ținut o conferință la universitatea din California, Santa Cruz, în cadrul seminarului Capitalismul Regândit, atrăgând atenția asupra naturii ciclice a capitalismului.

## Biografie
Kim Stanley Robinson s-a născut în Waukegan, Illinois, dar a crescut în California de Sud. În 1974 a absolvit cursurile universității din California, San Diego, disciplina literatură. În 1975, și-a luat masteratul în limba engleză la universitatea din Boston, iar în 1982, doctoratul la universitatea din California, San Diego. Teza lui de doctorat, Romanele lui Philip K. Dick, a fost publicată în 1984.
Robinson se descrie drept un turist, dar nu un alpinist, deși tema alpinismului apare în mai multe romane ale sale, mai ales în Antarctica, Trilogia Marțiană, în "Green Mars" (o povestire apărută în The Martians), Forty Signs of Rain și în Escape from Kathmandu.
În 1982 s-a căsătorit cu Lisa Howland Nowell, chimistă în sectorul ecologie, și au doi fii împreună. Robinson a locuit o vreme în Elveția în perioada anilor  '80. Acum locuiește în Davis, California.

## Lucrări importante

### Three Californias
Această trilogie mai este numită și Orange County. Romanele componente sunt The Wild Shore (1984), The Gold Coast (1988) și Pacific Edge (1990). Nu este o trilogie în sensul obișnuit al cuvântului, nu este o singură povestire, ci trei versiuni diferite ale viitorului Californiei.
The Wild Shore descrie o Californie ce luptă să se întoarcă la civilizație după ce a fost afectată, ca și restul Statelor Unite, de războiul atomic. The Gold Coast descrie o Californie supra-industrializată, tot mai obsedată și dependentă de tehnologie și sfâșiată de luptele dintre negustorii de arme și teroriști. Pacific Edge prezintă o Californie în care practici ecologice sănătoase au devenit lege și rănile trecutului încep să se vindece.
Deși nu par legate între ele, cele trei romane se constituie într-o singură declarație. Primul roman prezintă o lume lipsită de tehnologie, al doilea – o lume înecată în tehnologie și dezumanizată, iar al treilea – un compromis rezonabil între cele două alternative de dinainte. Deși al treilea roman este o utopie, conține și el elemente tragice și conflicte.

### Trilogia Marte
Aceasta este cea mai cunoscută trilogie a lui Robinson, o lucrare de mari proporții ce descrie prima colonie de pe Marte, creată de savanți și ingineri. Cele trei volume ale sale sunt Marte roșu, Marte verde și Marte albastru, titluri care marchează  schimbările prin care trece planeta de-a lungul epopeii. Povestea începe cu plecarea primilor coloniști spre Marte în 2027 și acoperă următorii 200 de ani ai viitorului. La sfârșitul ciclului, Marte este puternic populată și terraformată, cu o viață socială și politică înfloritoare.

#### The Martians
Gândită ca o anexă la trilogia Marte, The Martians (1999) este o colecție de povestiri în care sunt implicate multe personaje din trilogia Marte. Unele acțiuni se petrec înainte, altele în timpul sau după finalul trilogiei; unele dezvoltă personajele existente, altele introduc personaje noi. Aici este inclusă și Constituția planetei Marte și poezie scrisă, chipurile, de un cetățean marțian.

### Antarctica
Antarctica (1997) urmează aceeași tehnică a trilogiei marțiene. Acțiunea se petrece mai aproape de timpurile noastre, dar evocă aceleași probleme, ca: izolarea, efectul asupra personalității și relațiilor sociale, sistemele economice alternative.
Ca în toate lucrările recente ale lui Robinson, tema principală este echilibrul ecologic. Acțiunea este catalizată de încheierea Tratatului Antarctic  și amenințarea mediului aproape neatins de către interesele corporațiilor.

### The Years of Rice and Salt
The Years of Rice and Salt (2002) este o lucrare de istorie alternativă, în care Marea Epidemie de Ciumă a evului mediu a ucis 99% din populația europeană (și nu 30% cum se estimează astăzi), lăsând cale liberă expansiunii asiatice. Romanul acoperă istoria a zece generații, urmărind reîncarnarea succesivă a câtorva personaje, trecând de la un sex la altul, de la o poziție socială la alta și chiar de la o specie la alta.
The Years of Rice and Salt conține filozofie și cultură islamică, hindusă și chineză.

### Seria "Știința în Capitală"
Cuprinde trei romane: 40 de semne de ploaie (2004), 50 de grade sub zero (2005) și Sixty Days and Counting (2007). Această serie explorează consecințele încălzirii globale, atât la scară planetară cât și la scară personală – felul în care este afectată viața savanților de la Fundația Națională de Știință și a celor apropiați lor. O temă pregnantă este cea a filozofiei buddhiste, ilustrată aici de ambasadorii statului fictiv Khembalung, o insulă aflată, chipurile, dinaintea gurii de vărsare a fluviului Gange. Statul lor insular este amenințat de creșterea nivelului mării, iar reacția ambasadorilor este comparată cu aceea a oficialilor americani.

### Alte romane
- Icehenge (1984) povestește despre descoperirea unui monument megalitic asemănător celui de la Stonehenge, dar sculptat în gheață pe Pluto. Atmosfera romanului seamănă mult cu aceea din trilogia marțiană, dar cu tonuri ceva mai întunecate și mai distopice.
- The Memory of Whiteness (1985) tratează tema unui instrument muzical fantastic și încercările prin care trece virtuozul în timpul turneului prin sistemul solar; multe dintre idei sunt precursoare ale acțiunii din trilogia marțiană.
- A Short, Sharp Shock (1990) un roman fantastic dintre cele mai recente, în care un bărbat cu amnezie călătorește printr-un ținut misterios în urmărirea unei femei care ar putea să-i redea memoria.
- Galileo's Dream - roman lansat în Marea britanie în data de 6 august 2009;[14] US release: 29 decembrie 2009).[15]

### Povestiri
Primele două povestiri ale lui Robinson au apărut în antologia Orbit 18 în 1976. Cele mai multe sunt strânse în volumele The Planet on the Table (1986), Remaking History (1991) și Vinland the Dream (2001). Patru nuvele umoristice cu americani expatriați în Nepal apar în cartea Escape from Kathmandu (1989). La 1 august 2010, editura Night Shade Books a lansat o colecție hardcover intitulată "The Best of Kim Stanley Robinson."

## Opera

### Three Califorinas
- The Wild Shore (1984)
- The Gold Coast (1988)
- Pacific Edge (1990)

### Trilogia Marte
- Red Mars (1993) - colonizarea

ro. Marte roșu - editura Nemira, 1996, 2006, 2013, 2023
- Green Mars (1994) - terraformarea

ro. Marte verde - editura Nemira, 1998, 2006, 2014, 2023
- Blue Mars (1996) - rezultatele pe termen lung

ro. Marte albastru - editura Nemira, 2000, 2006, 2023
- The Martians (1999) - povestiri

### Seria ''Știința în Capitală''
- Forty Signs of Rain (2004)

ro. 40 de semne de ploaie - editura Tritonic, 2006
- Fifty Degrees Below (2005)

ro. 50 de grade sub zero - editura Tritonic, 2008
- Sixty Days and Counting (2007)

### Alte romane
- Icehenge (1984)
- The Memory of Whiteness (1985)
- A Short, Sharp Shock (1990)
- Antarctica (1997)
- The Years of Rice and Salt (2002)
- Galileo's Dream (2009)
- 2312 (2012)

ro. 2312 - editura Nemira, 2013
- Shaman: A Novel of the Ice Age (2013)
- Aurora (2015)

ro. Aurora - traducere Gabriel Stoian, editura Nemira, 2019
- New York 2140 (2017)
- Red Moon (2018)

### Volume de povestiri
- Orbit 18 (1976)
- The Planet on the Table (1986)
- Escape from Kathmandu (1989)
- Remaking History (1991)
- Vinland the Dream (2001)
- The Best of Kim Stanley Robinson (2010)

### Povestiri
- "A History of the Twentieth Century, with Illustrations" (în: Vinland the Dream, publicată pentru prima dată în Isaac Asimov's Science Fiction Magazine, 1991, revizuită pentru Remaking History)
- "A Martian Childhood"
- "A Martian Romance" (în The Martians)
- "A Sensitive Dependence on Initial Conditions" (în Vinland the Dream)
- "A Transect"
- "An Argument for the Deployment of All Safe Terraforming Technologies" (în The Martians),
- "Arthur Sternbach Brings the Curveball to Mars" (în The Martians),
- "Before I Wake" (în Remaking History)
- "Big Man in Love" (în The Martians)
- "Black Air" (în Vinland the Dream; publicată pentru prima dată în The Magazine of Fantasy and Science Fiction, 1 983)
- "Coming Back to Dixieland" (în Vinland the Dream; publicată pentru prima dată în Orbit 18)
- "Coyote Makes Trouble" (în The Martians)
- "Coyote Remembers" (în The Martians)
- "Discovering Life" (în Vinland the Dream și în The Martians)
- "Down and Out in the Year 2000"
- "Enough is as Good as a Feast" (în The Martians',
- "Escape from Kathmandu" (în Escape from Katmandu)
- "Exploring Fossil Canyon" (în The Martians)
- "Festival Night"
- "Four Teleological Trails" (în The Martians)
- "Glacier" (în Remaking History)
- "Green Mars" (în The Martians)
- "If Wang Wei Lived on Mars and Other Poems" (în The Martians)
- "Jackie on Zo" (în The Martians)
- "Keeping the Flame" (în The Martians)
- "Maya and Desmond" (în The Martians)
- "Mercurial" (în Vinland the Dream; publicată pentru prima dată în Universe 15),
- "Michel in Antarctica" (în The Martians)
- "Michel in Provence" (în The Martians)
- "Mother Goddess of the World" (în Escape from Katmandu)
- "Muir on Shasta" (în Vinland the Dream)
- "Odessa" (în The Martians)
- "On the North Pole of Pluto"
- "Our Town"
- "Purple Mars" (în The Martians)
- "Remaking History" (în Remaking History și Vinland the Dream publicată pentru prima dată în What Might Have Been, editori Gregory Benford și Martin H. Greenberg)
- "Ridge Running" (în Vinland the Dream; publicată pentru prima dată în The Magazine of Fantasy and Science Fiction, 1984)
- "Salt and Fresh" (în The Martians)
- "Saving Noctis Dam" (în The Martians)
- "Sax Moments" (în The Martians)
- "Selected Abstracts from The Journal of Aerological Studies" (în The Martians)
- "Sexual Dimorphism" (în The Martians)
- "Some Work Notes and Commentary on the Constitution by Charlotte Dorsa Brevia" (în The Martians)
- "Stone Eggs" (în Vinland the Dream; publicată pentru prima dată în Universe 13)
- "The Archaeae Plot" (în The Martians)
- "The Blind Geometer"
- "The Constitution of Mars" (în The Martians)
- "The Disguise" (în Vinland the Dream; publicată pentru prima dată în Orbit 19),
- "The Kingdom Underground" (în Escape from Katmandu)
- "The Lucky Strike" (în Vinland the Dream; publicată pentru prima dată în Universe 14)
- "The Lunatics"
- "The Memorial"
- "The Part of Us That Loves" (în Remaking History)
- "The Return from Rainbow Bridge"
- "The Translator" (în Remaking History)
- "The True Nature of Shangri-La" (în Escape from Katmandu)
- "The Way the Land Spoke to Us" (în The Martians)
- "To Leave a Mark"
- "Venice Drowned" (în Vinland the Dream; publicată pentru prima dată în Universe 11)
- "Vinland the Dream" (în Vinland the Dream; publicată pentru prima dată în Remaking History)
- "What Matters" (în The Martians)
- "Whose 'Failure of Scholarship'?"
- "Zürich"

## Premii
Romanele lui Robinson au câștigat 11 premii majore și au fost nominalizate în alte 29 de ocazii.
- Premiul Hugo
  - 1994 –Marte verde[18]
  - 1997 - Marte albastru[19]
- Premiul Nebula
  - 2012 -2312[20]
  - 1993 –Marte roșu[21]
  - 1986 - The Blind Geometer (nuvelă)
- Premiul Locus[22]
  - The Wild Shore (1985)
  - A Short, Sharp Shock (1991)
  - Green Mars (1994)
  - Blue Mars (1997)
  - The Martians (2000)
  - The Years of Rice and Salt (2003).
- Alte premii
  - 1983 - Premiul World Fantasy - Black Air[23]
  - 1991 - Premiul John W. Campbell Memorial - Pacific Edge[24]